# Vladímir Mashkov
Vladímir Mashkov (Tula, 27 de noviembre de 1963) es un actor ruso. En el año 2017 interpretó al entrenador soviético Vladimir Kondrašin en la película 3 segundos, una película sobre la polémica final olímpica en los Juegos Olímpicos de Múnich 1972, la cual tuvo un notable éxito de taquilla en Rusia.

## Filmografía
- Zelyonyy ogon' kozy (The Goat's Green Fire) (1989)
- Ha-bi-assy (1990)
- Delay – raz! (Do It Once!) (1990)
- Lyubov na ostrove smerti (Love at the Death Island) (1991)
- Alyaska, ser! (Alaska, Sir!) (1992)
- Ya - Iván, ty - Abram (Me Ivan, You Abraham) (1993) .... Aaron
- Limita (1994) .... Ivan
- Podmoskovnye vechera (Katia Izmailova) (1994) .... Sergey
- Amerikanskaya doch (American Daughter) (1995) .... Alexei
- Koroli i kapusta (Cabbages and Kings) (1996) (voice)
- Noch pered Rozhdestvom (1997) (voice) .... Devil
- Vor (The Thief) (1997) ... Tolyán
- Sirota kazanskaya (Sympathy Seeker) (1997) .... Stall holder
- Sochineniye ko dnyu pobedy (Composition for Victory Day) (1998)
- Dve luny, tri solntsa (Two Moons, Three Suns) (1998) .... Alexei
- Mama (Mommy) (1999) .... Nikolai Yuryev
- Russkiy bunt (The Captain's Daughter) (2000) .... Yemelyan Pugachyov
- Dancing at the Blue Iguana (2000) .... Sacha
- 15 minutos (2001) .... Milos Karlova
- La pesadilla de Susi (2001) .... Frank
- The Quickie (2001) .... Oleg
- Behind Enemy Lines (2001) .... Sasha
- Oligarkh (Tycoon and Tycoon: A New Russian) (2002) .... Platon
- Papa (Daddy and Father) (2004) .... Abraham Schwartz
- Statskiy sovetnik (The State Counsellor) (2005) .... Kozyr
- Okhota na Piranyu (Piranha) (2006) .... Mazur
- Piter FM (2006)
- Domovoy (2008) ... The Ghost (Domovoy)
- Kandagar (Kandahar) (2010) ... Sergei
- The Edge (2010) ... Ignat
- Rasputin (2011) ... Nicholas II
- Misión imposible: Protocolo fantasma (2011) ... Anatoly Sidorov
- Pépel (Ashes) (2013) .... Igor Anatolievich Pietrov, former captain of the Red Army
- Duelyant (Duelist) (2016) .... conde Beklemíshev

### Televisión
- Casus Improvisus (1991)
- Dvadtsat minut s angelom (1996)
- El idiota (2003) .... Parfyon Rogozhin
- Alias (2005) .... Milo Kradic
- Liquidation (2007) .... David Markovich
- Grigoriy R. (2014) .... Grigori Rasputin
- Rodina (2015) .... coronel Alexey Bragin
- Nalyot (2017) .... Oleg Kaplan